# Boudjebaa El Bordj
Boudjebaa El Bordj (în arabă بوجبع البرج) este o comună din provincia Sidi Bel Abbès, Algeria.
Populația comunei este de 3.126 de locuitori (2008).